# 1809

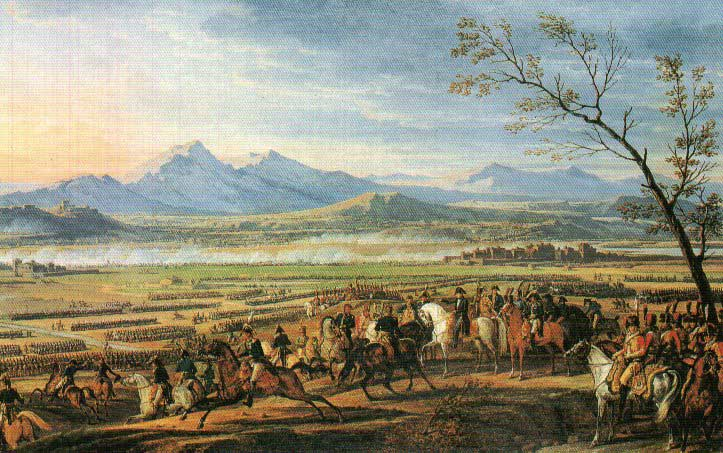
Slag bij Wagram

Het jaar 1809 is het 9e jaar in de 19e eeuw volgens de christelijke jaartelling.

## Gebeurtenissen
januari
- 15 - Een dijkdoorbraak in de Overbetuwe luidt Een grote watersnoodramp in. In het gebied van de Nederlandse grote rivieren vallen meer dan 200 doden.

februari
- De keizer van Oostenrijk besluit in het geheim tot een oorlog tegen Frankrijk om de vernederende vrede van 1806 uit te wissen.

maart
- 3 - Napoleon wijst het groothertogdom Berg toe aan de vierjarige prins Lodewijk van Holland, een zoon van Lodewijk Napoleon.
- 13 - Staatsgreep in Stockholm: het leger maakt een einde aan het autoritaire bewind van Gustaaf IV Adolf van Zweden. De koning wordt gearresteerd en zijn oom, prins Karel, wordt weer regent.
- 29 - De Finse Landdag komt bijeen in Porvoo en zweert trouw aan de nieuwe grootvorst Alexander I van Rusland.

april
- 9 - De bevolking van Tirol komt onder leiding van Andreas Hofer in opstand tegen de Beierse bezetting, en daarmee tegen Napoleon.
- 10 - Aartshertog Karel van Oostenrijk-Teschen trekt Beieren binnen en opent daarmee de Vijfde Coalitieoorlog.
- 18 - Tijdens zijn rondreis door Noord-Brabant verleent koning Lodewijk Napoleon aan Tilburg  stadsstatus.
- 20 - Het koninkrijk Württemberg annexeert het vorstendom Mergentheim van de Duitse Orde.
- 21 - De drost van het tweede kwartier van het departement Utrecht schrijft aan de burgemeester van Amersfoort dat de galgen raden en dergelijke die nog in de jurisdictie zouden bestaan, afgebroken moeten worden en dat de lichamen van de geëxecuteerden begraven moeten worden.
- 22 Een Frans leger onder Davout verslaat de Oostenrijkers in de Slag bij Eckmühl.
- 24 - Decreet van Napoleon waarbij de Duitse Orde in de landen van de Rijnbond wordt opgeheven. Mergentheim komt aan Württemberg en de overige bezittingen van de Orde komen aan de staten, waarin die bezittingen gelegen zijn.

mei
- 13 - Napoleon bezet Wenen.
- 22 en 23 - Napoleon wordt in de Slag bij Aspern verslagen door de Oostenrijkers onder aanvoering van Karel van Oostenrijk-Teschen.

juni
- 5 - In Zweden wordt de prins-regent Karel uitgeroepen tot koning Karl XIII, nadat hij zijn fiat heeft gegeven aan de nieuwe liberale grondwet. Karel zal de laatste vorst zijn uit het huis van Wasa; de grondwet zal stand houden tot 1975.

juli
- 5 - Oostenrijk wordt verslagen door Napoleon in de Slag bij Wagram.
- 6 - De Franse generaal Radet arresteert in Rome Paus Pius VII en kardinaal-staatssecretaris Bartolomeo Pacca.
- 9 - In Overijssel begint de aanleg van de Dedemsvaart. Het kanaal is bedoeld om turf uit de ontveningen af te voeren.
- 12 Oostenrijk moet een wapenstilstand sluiten met Frankrijk.
- 30 - Een Britse invasiemacht landt op Walcheren. Met de Slag bij Veere begint de Walcherenexpeditie.
- De Kerkelijke Staat wordt door keizer Napoleon ingelijfd bij Frankrijk. Napoleon wordt door paus Pius VII in de ban gedaan. Franse troepen arresteren de paus.

augustus
- 1 - In de Slag bij Ölper krijgen Frederik Willem van Brunswijk en zijn "zwarte schare" de status van volkshelden.
- 13 - Britse troepen bombarderen Vlissingen. Daarbij vallen 335 doden. Twee dagen later wordt de stad ingenomen.
- 24 - De Engelsen ontruimen Fort Bath met medeneming of vernietiging van de aanwezige bewapening.

september
- 17 - Einde van de Finse Oorlog tussen Zweden en Rusland. Zweden moet Finland afstaan, dat het autonome grootvorstendom Finland wordt binnen het Russische Rijk.
- 28 - Bij Koninklijk Besluit besluit Lodewijk Napoleon een postkoetsennetwerk naar Frans model in te richten.

oktober
- 12 - Tijdens een Franse militaire parade in Wenen probeert de jonge Duitser Friedrich Staps Napoleon te benaderen met verborgen in zijn hand een keukenmes. Hij weigert vergiffenis te vragen en wordt terechtgesteld.
- 14 - Vrede van Schönbrunn tussen Frankrijk en Oostenrijk. Oostenrijk moet aan Frankrijk afstaan te bate van de landen van de Rijnbond: Salzburg, de proosdij Berchtesgaden en een deel van Opper-Oostenrijk. Oostenrijk moet aan Frankrijk afstaan: het graafschap Görz, de stad Triëst, het hertogdom Krain, een deel van Karinthië, Fiume, Istrië en Rhäzüns. Oostenrijk moet aan het koninkrijk Saksen de in Saksen gelegen enclaves van het koninkrijk Bohemen afstaan. Oostenrijk moet de opheffing van de Duitse Orde in de staten van de Rijnbond erkennen.

november
- 30 - Napoleon laat Joséphine weten, dat hij van haar wil scheiden.

december
- 14 - Napoleon scheidt van Joséphine de Beauharnais.
- 26 - De Engelsen ontruimen Walcheren met achterlating van 4000 doden.
- december - De Pruisische koninklijke familie keert na drie jaar ballingschap in Koningsbergen, Memel en weer Koningsbergen, terug naar Berlijn.

zonder datum
- Ontwerp gereed van een Wetboek van Koophandel voor het Koninkrijk Holland.

## Muziek
- Antonio Salieri componeert de Missa in Sib-maggiore

## Bouwkunst

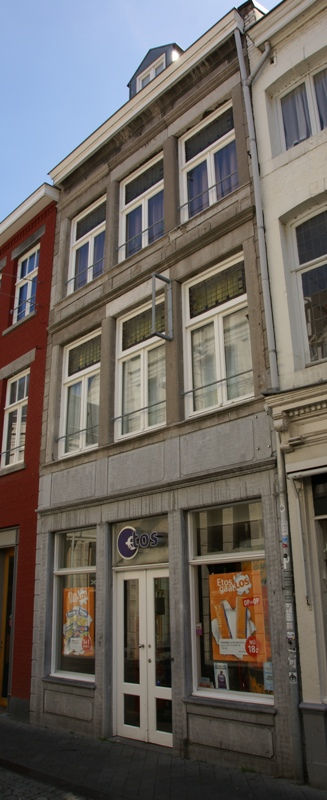
Woonhuis, Maastricht (1809)

## Geboren

### januari
- 4 - Louis Braille, Frans uitvinder (overleden 1852)
- 19 - Edgar Allan Poe, Amerikaans dichter en schrijver (overleden 1849)

### februari
- 3 - Felix Mendelssohn Bartholdy, Duits componist (overleden 1847)
- 12 - Charles Darwin, Brits bioloog, grondlegger van de evolutietheorie (overleden 1882)
- 12 - Abraham Lincoln, zestiende president van de Verenigde Staten (overleden 1865)
- 14 - Jan Goeverneur, Nederlands schrijver (overleden 1889)
- 20 - Albertus Jacobus Duymaer van Twist (1809-1887), Nederlands politicus; gouverneur-generaal van Nederlands Indië (overleden 1887)

### maart
- 1 - Jan Pieter Heije, Nederlands arts en dichter (overleden 1876)
- 15 - Joseph Jenkins Roberts, Liberiaans staatsman (overleden 1876)
- 20 - Johannes Tavenraat, Nederlands kunstschilder (overleden 1881)
- 24 - Joseph Liouville, Frans wiskundige (overleden 1882)
- 27 - Georges-Eugène Haussmann, Frans stedenbouwkundige (overleden 1891)
- 31 - Edward FitzGerald, Engels schrijver en vertaler (overleden 1883)

### april
- 6 - Charles van Beveren, Vlaams kunstschilder (overleden 1850)

### juni
- 4 - Columbus Delano, Amerikaans politicus (overleden 1896)
- 26 - Jacobus Hoefnagels, Vlaams politicus (overleden 1888)

### juli
- 31 - Alphonse della Faille de Leverghem, Vlaams politicus (overleden 1879)

### augustus
- 6 - Alfred Tennyson, Engels dichter (overleden 1892)
- 9 - Elisabeth Haanen, Nederlands kunstschilder (overleden 1845)

### september
- 4 - Sterling Price, Amerikaans generaal (overleden 1867)

### oktober
- 7 - Johann Heinrich Blasius, Duits bioloog (overleden 1870)
- 15 - Aleksej Koltsov, Russisch schrijver en volksdichter (overleden 1842)
- 27 - Petrus Norbertus Donders, C.Ss.R., Nederlands, zalig verklaarde priester (overleden 1887)

### november
- 3 - James Richardson, Brits ontdekkingsreiziger en missionaris (overleden 1851)
- 27 - Fanny Kemble, Brits schrijfster, actrice en abolitionist (overleden 1893)

### december
- 16 - Pieter Philip van Bosse, Nederlands politicus (overleden 1879)
- 19 - Pierre-Joseph van Beneden, Belgisch paleontoloog en zoöloog (overleden 1894)

## Overleden
maart
- 7 - Johann Albrechtsberger (73), Oostenrijks organist, componist en theoreticus

mei
- 31 - Joseph Haydn (77), Oostenrijks componist

juni
- 4 - Nicolai Abraham Abildgaard (65), Deens schilder en architect

november
- 26 - Nicolas-Marie Dalayrac (56), Frans componist

december
- 21 - Tiberius Cavallo (60), Italiaans natuurkundige en natuurfilosoof